# Economia do Nepal
O Nepal é uma nação pobre, com uma economia baseada na agricultura e turismo. Cerca de 90% dos habitantes trabalham na agricultura, principalmente no plantio de arroz.
A influência indiana, cada vez mais forte, em pouco tempo originou uma sociedade de castas fortemente indianizada e poderoso centro budista.
O turismo cresce desde que a democracia foi restaurada, em 1990, ajudado pela abolição das restrições a estrangeiros em 18 áreas, a noroeste do país. Lumbini - a terra natal de Buda - e a cidade-lago de Pokhara estão entre as principais atrações.
- PIB: US$ 35,8 bilhões (estimativa 2010).
- PIB agropecuária: 40% (1998).
- PIB indústria: 22% (1998).
- PIB serviços: 38% (1998).
- Crescimento do PIB: 5% ao ano (1990-1998).
- Renda per capita: US$ 1.270 (estimativa 2010).
- Força de trabalho: 12,9 milhões (2008).
- Moeda: rupia nepalesa
- Principais atividades econômicas: serviços, indústria, agricultura e turismo.
- Agricultura: arroz, milho, cevada, milhete, trigo, cana-de-açúcar, tabaco, batata, noz-moscada e cardamomo, frutas, óleos de semente.
- Pecuária: bovinos, búfalos, caprinos, aves.
- Pesca: 23,2 mil toneladas (1997) (pesca de rio)
- Mineração: linhito, cobre, calcário, minério de ferro, esteatito (pedra-sabão).
- Indústria: alimentícia, vestuário, têxtil (tapetes e cobertores).
- Exportações: US$ 485 milhões (1998).
- Importações: US$ 1.200 milhões (1998).
- Principais parceiros comerciais: Índia, Alemanha, Singapura, República Popular da China, Estados Unidos.